# Achroia grisella
Achroia grisella es una polilla de la familia Pyralidae. Pertenece a la misma subfamilia que Galleria mellonella (Galleriinae). Sus orugas se usan de alimento para animales de compañía como son algunos lagartos y peces. Estos lepidópteros son muy comunes a gran parte del mundo y a veces han sido introducidos en algunas zonas accidentalmente.

## Ecología
Viven en climas suaves. Su ciclo vital puede durar siete meses desde el huevo a la muerte del adulto. Pasan por cuatro estadios de crecimiento a partir del huevo (larva, oruga, pupa e imago). Los adultos no se alimentan (viven de las reservas). Su dieta típica consiste en miel, cera y polen de las colmenas, residuos de abejas y en algunos casos las crías de abejas. Hacen túneles dentro del panal. Otros alimentos pueden ser verduras secas almacenadas, frutos secos (especialmente manzanas y pasas secas) cuernos de animales, corcho y azúcar refinado.
Atacan las colonias de abejas especialmente si están debilitadas y tienen poca población de abejas y las polillas las pueden destruir completamente.
Para controlarlas dentro de la colmena se acostumbra a utilizar fumigaciones con preparados de Bacillus thuringiensis.
- Datos: Q1071861
- Multimedia: Achroia grisella / Q1071861
- Especies: Achroia grisella